# بونشتتن، سوئیس
بونشتتن، سوئیس (به لاتین: Bonstetten, Switzerland) یک بخش‌های سوئیس در سوئیس است که در بخش افولترن واقع شده‌است.

## خواهرخوانده
شهر بونشتتن، بایرن خواهرخواندهٔ بونشتتن، سوئیس هست.